# 源通理
源 通理（みなもと の みちさだ、生没年不詳）は、平安時代中期の貴族。光孝源氏、陸奥守・源信明の子。官位は正四位下・美濃守。

## 経歴
村上朝末の康保2年（965年）六位蔵人に補せられる。円融朝にて讃岐権介・備後守、のち美作守・美濃守と地方官を歴任した。

## 官歴
- 康保2年（965年） 正月17日：六位蔵人[1]
- 康保4年（967年） 2月19日：見蔵人右衛門少尉[1]。5月25日：去蔵人?（崩御）[2]
- 時期不詳：従五位下
- 天延2年（974年）2月8日：昇殿、見讃岐権介[3]
- 天元5年（982年）6月17日：見備後守[4]
- 時期不詳：美作守。美濃守[5]
- 長徳4年（998年）7月7日：故美濃守正四位下[6]

## 系譜
注記のないものは『尊卑分脈』による。
- 父：源信明
- 母：橘秘樹の娘
- 妻：大蔵良実の娘
  - 男子：源国基
- 生母不詳の子女
  - 男子：源国基（または国挙）
  - 女子：平行義室
- 養子女
  - 男子：源国政（?-998） - 実は源清延の子[7]